# Altún Ha
Altún Ha es el nombre dado a las ruinas de una antigua ciudad maya localizada en el territorio de Belice, cerca de 50 kilómetros al norte de la ciudad de Belice y a diez kilómetros de la costa del Mar Caribe. Altún Ha es un nombre moderno en idioma maya yucateco, que es la traducción del nombre del pueblo de Rockstone Pond (inglés: Estanque de las piedras). El nombre antiguo de la ciudad es desconocido.

## Historia
Investigaciones arqueológicas han demostrado que Altún Ha fue construida alrededor del año 200 de nuestra era, lo cual coincide, aproximadamente, con el período Clásico de la historia Mesoamericana. La mayor parte de las construcciones datan de los siglos III al X de nuestra era, cuando la ciudad pudo haber albergado una población de 10 mil personas. Alrededor del año 900, las tumbas de la élite gobernante de la ciudad fueron profanadas, lo cual es indicativo de una probable revuelta interna en ese tiempo. Aunque Altún Ha continuó habitada después, nunca se volvieron a construir nuevas edificaciones en el sitio. Abandonada por muchos de sus habitantes más tarde, resurge con una nueva y moderada ocupación en el siglo XII, antes de declinar y convertirse en una pequeña villa de agricultores.

## Exploraciones arqueológicas
Las rocas de las ruinas de antiguas estructuras fueron reutilizadas para la construcción del poblado agrícola de Rockstone Pond en tiempos modernos, pero la ciudad no atrajo la atención de los investigadores hasta 1963, cuando la existencia de un considerable asentamiento precolombino fue reconocida por Hal Ball, especialista en la cultura maya.
A comienzos de 1965, un equipo de arqueólogos del Museo Real de Ontario comandado por David Pendergast iniciaron una temporada de investigaciones arqueológocas que concluyó en 1970. Uno de sus hallazgos más espectaculares fue la pieza de jade más grande que se conozca de la cultura maya. Se trata de una máscara de la divinidad maya del sol, Kinich Ahau, y se considera uno de los tesoros nacionales de Belice.